# 彼得罗巴甫洛夫卡村委员会 (斯沃博德内区)
彼得罗巴甫洛夫卡村委员会（俄语：Петропавловский сельсовет）是俄罗斯联邦阿穆尔州斯沃博德内区所属的一个村委员会。其下辖有2个居民点，行政中心为布谢。据2016年统计，该村委员会的人口为624人。